# ألبرت باسرمان
ألبرت باسرمان (بالألمانية: Albert Bassermann) (و. 1867 – 1952 م) هو ممثل مسرحي، وممثل أفلام ألماني، ولد في مانهايم، توفي في زيورخ، عن عمر يناهز 85 عاماً، بسبب نوبة قلبية.

## جوائز وترشيحات
حصل على جوائز منها:

خاتم إفلاند ‏
ترشح لـ:
جائزة الأوسكار لأفضل ممثل مساعد، عن عمل: المراسل الأجنبي.

## وصلات خارجية
- ألبرت باسرمان على موقع IMDb (الإنجليزية)
- ألبرت باسرمان على موقع الموسوعة البريطانية (الإنجليزية)
- ألبرت باسرمان على موقع مونزينجر (الألمانية)
- ألبرت باسرمان على موقع ألو سيني (الفرنسية)
- ألبرت باسرمان على موقع تيرنر كلاسيك موفيز (الإنجليزية)
- ألبرت باسرمان على موقع أول موفي (الإنجليزية)
- ألبرت باسرمان على موقع قاعدة بيانات برودواي على الإنترنت (الإنجليزية)
- ألبرت باسرمان على موقع قاعدة بيانات الأفلام السويدية (السويدية)
- ألبرت باسرمان على موقع إن إن دي بي (الإنجليزية)
- ألبرت باسرمان على موقع ديسكوغز (الإنجليزية)